# Portrait de madame Ingres née Ramel
Le Portrait de madame Ingres née Ramel est un tableau peint en 1859 par Jean-Auguste-Dominique Ingres qui représente Delphine Ramel, dite Ingres par mariage, seconde épouse du peintre née le 26 décembre 1808 à Paris et morte le 11 mai 1887 dans la même ville et nièce de Charles Marcotte d'Argenteuil. Conçu probablement comme le pendant de l'autoportrait d'Ingres peint la même année (conservé au Fogg Art Museum de Cambridge), le portrait est la propriété de la Oskar Reinhart Collection. Ingres a aussi fait un premier portrait de son épouse à la mine de plomb en 1852, aujourd'hui propriété du Musée Bonnat-Helleu.

## Description
Delphine Ramel est représentée en buste, assise sur un fauteuil dont on perçoit le dossier à motifs décoratifs. Sa robe bleue à manches en dentelle, découvre ses épaules, sa main droite est portée vers sa tempe, la main gauche sous le bras droit. Les deux bras arborent des bracelets. Le visage à l'expression calme, est incliné. Sa chevelure lisse  est séparée par une raie au milieu, et elle porte un ruban en dentelle serrée sous le menton. Le tableau est signé en haut à gauche INGRES P.xit AETATIT LXXIX  et en haut à droite M.eD.ne INGRES, NÉE RAMEL.

## Provenance

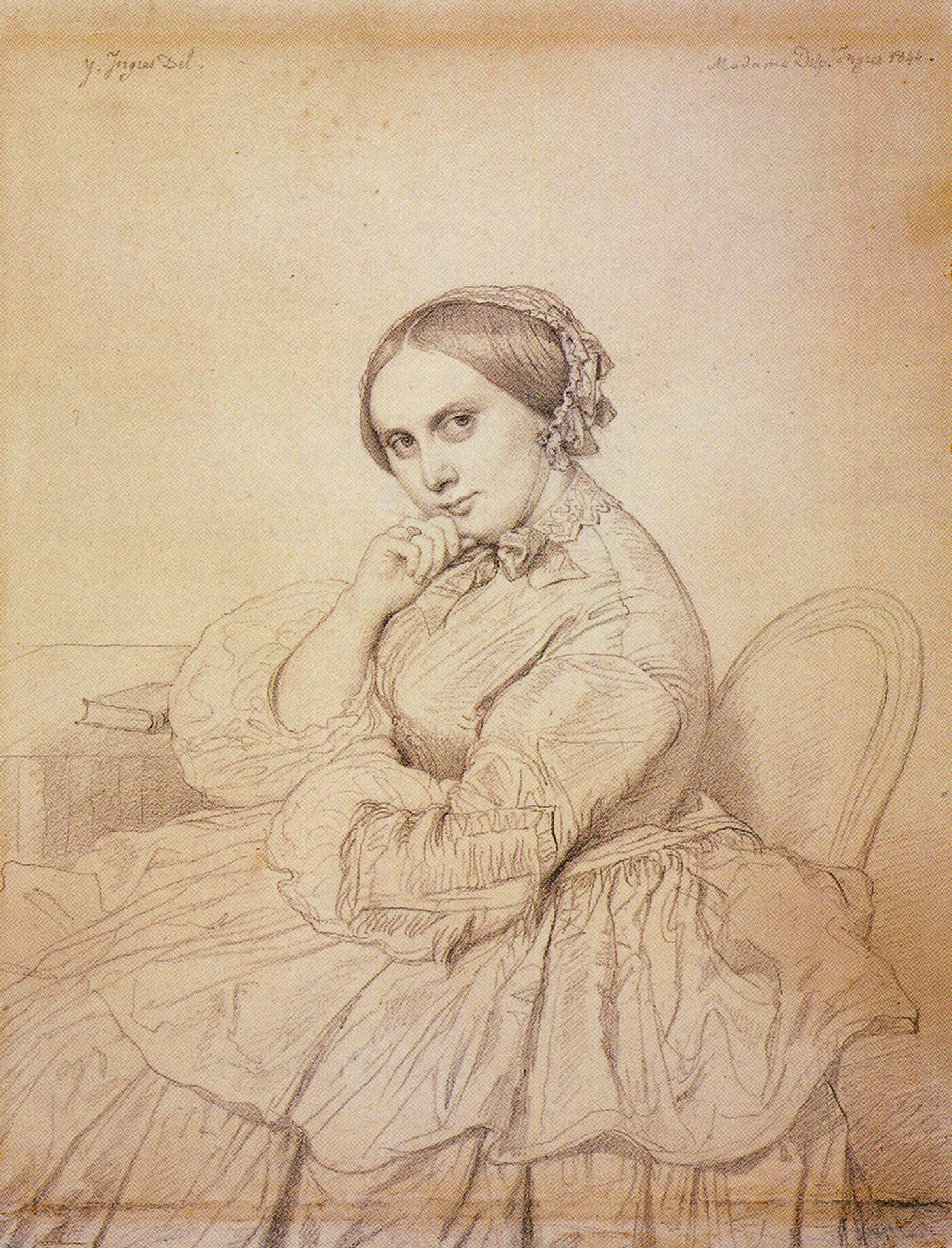
Ingres, portrait dessiné de Delphine Ramel en 1852, musée Bonnat, Bayonne.

Peint par Ingres en 1859, propriété du peintre et de son épouse jusqu'à sa mort, passe ensuite à son neveu Albert Ramel, après sa mort, à sa veuve. Vendu par Paul Rosenberg en 1924, le portrait est acquis par la collection Oskar Reinhart, catalogues: Wildenstein 290, Camesasca 162a, Ternois 327.

## Le modèle
Fille de Dominique Ramel (1777-1860), directeur des Hypothèques à Versailles, et de Delphine Bochet (1785-1876), elle est la nièce de Charles Marcotte d'Argenteuil, mécène du peintre Ingres, de Cécile Bochet et Edme Bochet portraiturés par Ingres, de Jean-Louis Lacroix, de Philippe Marcotte de Quivières, collectionneur d'œuvres d'Ingres et Chassériau, de Dominique-Vincent Ramel-Nogaret et de Henry Panckoucke.
Le 15 avril 1852, après de longues tractations entre le peintre et son mécène et ami Charles Marcotte d'Argenteuil, Ingres devenu veuf ainsi que nouveau sénateur et grand officier de la Légion d'Honneur, accepte d'épouser la nièce du mécène, Delphine Ramel. Elle fut la fidèle confidente de l'artiste jusqu'à la fin de ses jours et acheta avec son beau-frère, le notaire Jean-François Guille, la Maison au change où l'artiste passa les 15 dernières années de sa vie dans son atelier au bord de la Loire. Elle est enterrée, aux côtés d'Ingres, au cimetière du Père-Lachaise à Paris (23e division).